# Prefektura Rodopi
Rodopi su jedna od grčkih prefektura, dio periferije Istočna Makedonija i Trakija.

## Općine i zajednice
| Općina          | YPES kod | Sjedište (ako je različito) | Poštanski broj | Pozivni broj |
| --------------- | -------- | --------------------------- | -------------- | ------------ |
| Aigeiros        | 4501     |                             | 691 00         | 25310-9      |
| Arriana         | 4503     |                             | 693 00         | 25320-3      |
| Fillyra         | 4512     |                             | 691 00         | 25320-4      |
| Iasmos          | 4504     |                             | 692 00         | 25340-2      |
| Komotini        | 4506     |                             | 691 00         | 25310-2      |
| Maroneia        | 4507     | Xylagani                    | 694 00         | 25330-2      |
| Neo Sidirochori | 4508     |                             | 691 00         | 25310-5      |
| Sapes           | 4510     |                             | 693 00         | 23520-2      |
| Sostis          | 4511     |                             | 692 00         | 25310-5      |
| Zajednica       | YPES kod | Sjedište (ako je različito) | Poštanski broj | Pozivni broj |
| Amaxades        | 4502     |                             | 692 00         | 25340-3      |
| Kechros         | 4505     |                             | 693 00         | 23510-3      |
| Organi          | 4509     |                             | 695 00         | 25310-3      |